# عارضه (روستا)
 عارضه  به عربی ( الَعارضَة  )، روستایی است در دهستان 

## جمعیت
جمعیت آن (۱۴۷ ) نفر (۱۱ خانوار) می‌باشد.